# فستالية مياو
فستالية مياو (الاسم العلمي:Vestalis miao)  هي نوع من الحشرات يتبع جنس الفستالية من الفصيلة الرعاشية                             .	